# Marieke Wijen-Nass
Maria Johanna Magaretha Helena (Marieke) Wijen-Nass (Gulpen-Wittem, 10 maart 1993) is een Nederlands politica namens BoerBurgerBeweging (BBB). Wijen werd op 4 juli 2024 beëdigd als Kamerlid van BBB, nadat er twee Kamerleden van BBB hun carrière vervolgden in het kabinet-Schoof. 
Wijen is na een juridische studie haar beroepsopleiding gaan volgen bij het door haar vader opgerichte advocatenpraktijk. Vervolgens kreeg ze een baan bij het Openbaar Ministerie als plaatsvervangend officier van justitie bij de rechtbank van Maastricht. In 2023 werd Wijen-Nass op plaats 11 van de BBB-kandidatenlijst voor de Tweede Kamerverkiezingen van 22 november 2023 geplaatst. Op 22 oktober 2024 hield Wijen haar maidenspeech.
Op de concept-kandidatenlijst van de BBB voor de Tweede Kamerverkiezingen van oktober 2025 werd Wijen op de vijfde plaats gezet.

## Persoonlijk
Wijen is gehuwd en woont in Gulpen.
Agnes Joseph · Martin Oostenbrink · Cor Pierik · Caroline van der Plas · Mariska Rikkers · Henk Vermeer · Marieke Wijen-Nass · Claudia van Zanten
- Parlement.com: vme2mssajoqz